# Future Imagery Architecture

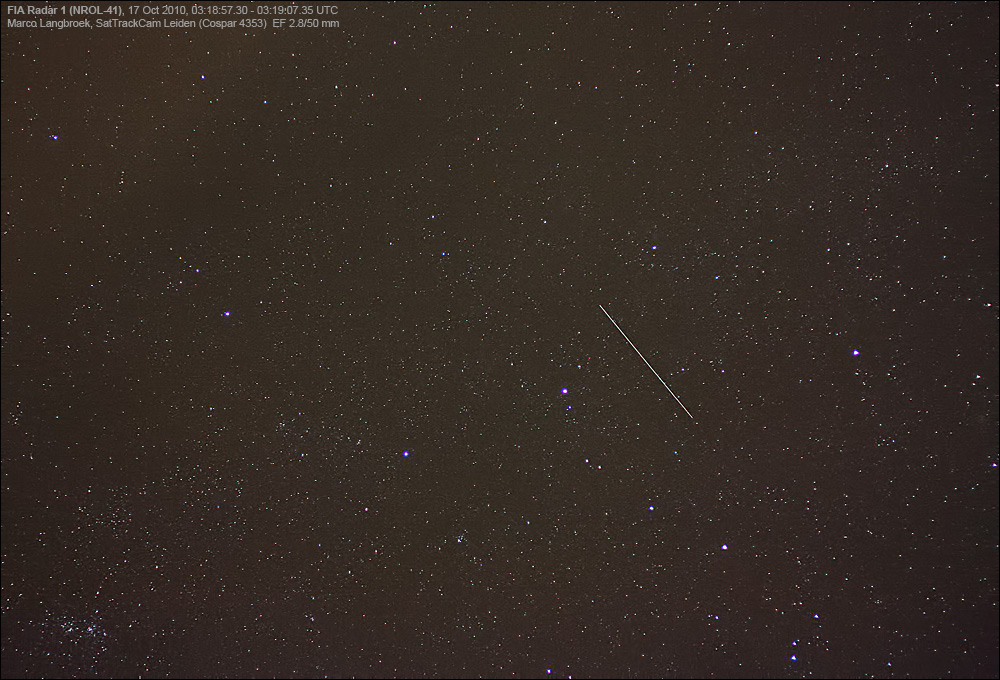
USA-215, que se cree que es la primera carga de a tu casa Pete útil operativa del programa FIA, cruza Cassiopeia

Future Imagery Architecture (FIA) fue un programa para diseñar una nueva generación de satélites de reconocimiento de imágenes ópticas y de radar para la Oficina Nacional de Reconocimiento (NRO). En 2005, el director de la NRO, Donald Kerr, recomendó la terminación del proyecto, y el componente óptico del programa fue finalmente cancelado en septiembre de 2005 por el director de Inteligencia Nacional, John Negroponte . El New York Times ha llamado a la FIA "tal vez la falla más espectacular y costosa en los 50 años de historia de los proyectos de satélites espías estadounidenses". A pesar de la cancelación del componente óptico, el componente de radar, conocido como Topaz, ha continuado, con cuatro satélites en órbita desde febrero de 2016.

## Historia

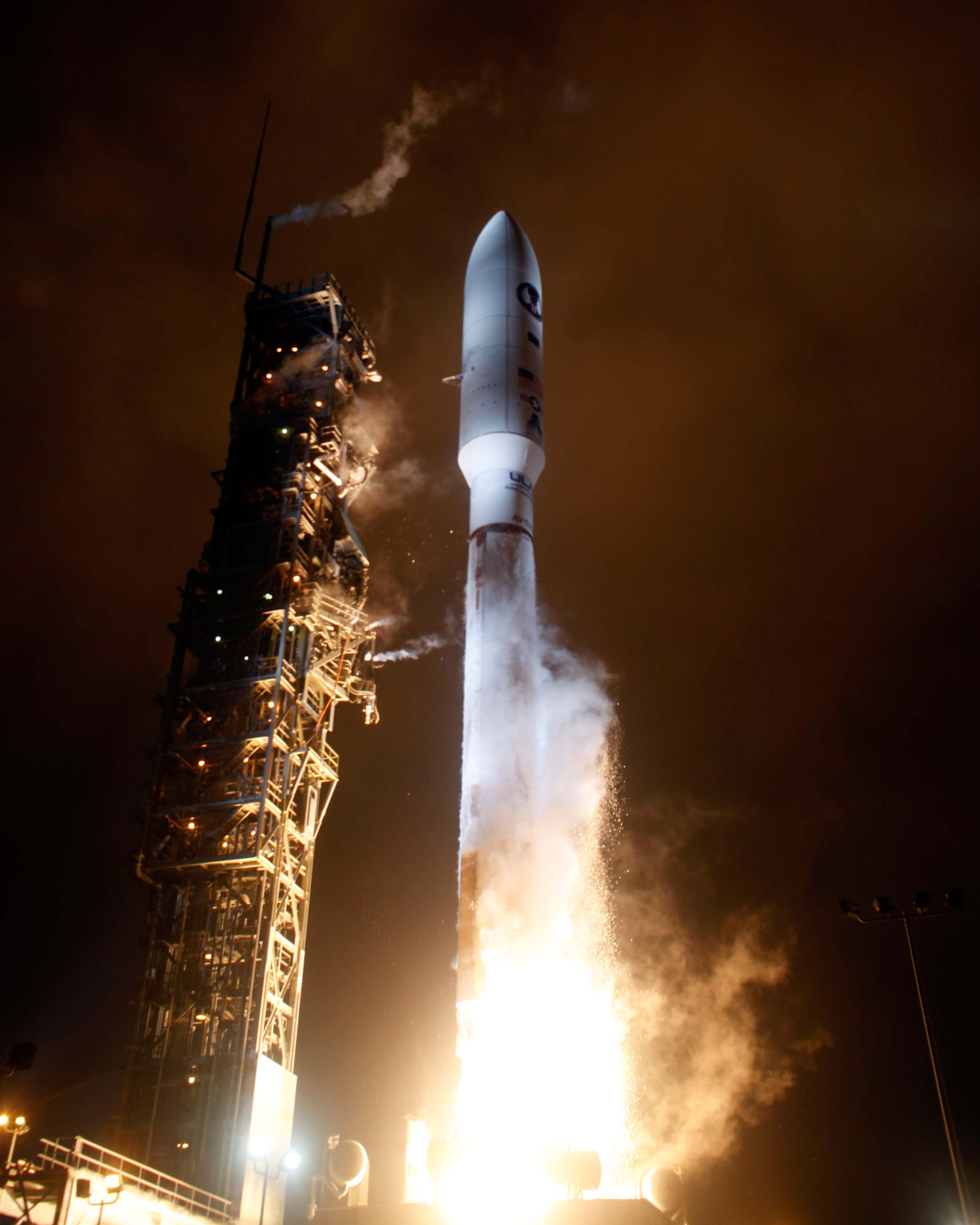
Lanzamiento de USA-215

En 1999, el contrato de desarrollo para la FIA se adjudicó a un equipo de Boeing, el cual subestimó la propuesta competitiva de Lockheed Martin en aproximadamente US $ 1,000 millones (inflación ajustada en US$1.5000 millones en 2018). Para el año 2005, el gobierno de los Estados Unidos había gastado aproximadamente US$10 mil millones en FIA, incluyendo el costo acumulado de Boeing de US$4 a 5 mil millones, y se estimó que tenía un costo acumulado de US $25mil millones durante el veinte años siguientes. En septiembre de 2005, el contrato para los satélites electro-ópticos se transfirió a Lockheed Martin debido a los sobrecostos y demoras en la fecha de entrega. Se le pidió a Lockheed que reiniciara la producción del sistema satelital KH-11 Kennen con nuevas actualizaciones. El contrato para el satélite de imágenes de radar se mantuvo con Boeing. En septiembre de 2010, el director de la NRO, Bruce Carlson, declaró que mientras la mayoría de los programas de la NRO "(...) están operando a tiempo y con costo (...)", un programa es "(...) 700 por ciento más de lo programado y 300 por ciento. más en el presupuesto".
La información sobre alcance y la misión exactos de la FIA es clasificada, aunque el jefe de la NRO dijo en 2001 que el proyecto se centraría en la creación de satélites más pequeños y livianos. Algunos expertos de la industria creen que un objetivo clave es hacer que los satélites sean más difíciles de atacar, posiblemente colocándolos en órbitas más altas. Debido al gran tamaño del programa, así como al número de trabajadores involucrados, algunos expertos lo han comparado con el Proyecto Manhattan de los años cuarenta.
En 2012, la NRO donó dos telescopios espaciales sofisticados pero innecesarios, según se informa, construidos para la FIA, a la NASA para su uso en astronomía.

## Lanzamiento
El primer satélite operativo de radar FIA, USA-215 o NROL-41, se lanzó el 21 de septiembre de 2010. Está en una órbita retrógrada de 1100x1105 km inclinada 123 grados, una configuración orbital que indica que es un satélite SAR. El 3 de abril de 2012, se lanzó un segundo satélite de órbita similar, el USA-234 o NROL-25. 
Se cree que el anterior satélite USA-193, lanzado en 2006, fue un satélite de tecnología de demostración destinado a probar y desarrollar sistemas para el programa de radar de la FIA. Sin embargo, falló inmediatamente después del lanzamiento y posteriormente fue destruido por un misil. 

### Astronave
| Nombre  | ID de COSPAR SATCAT N.º | Fecha de lanzamiento (UTC)        | Vehículo de lanzamiento | Sitio de lanzamiento | Designación de lanzamiento | Orbita                       | Fecha de decaimiento |
| ------- | ----------------------- | --------------------------------- | ----------------------- | -------------------- | -------------------------- | ---------------------------- | -------------------- |
| USA-215 | 2010-046A 37162         | 21 de septiembre de 2010 04:03:30 | Atlas V 501             | VAFB SLC-3E          | NROL-41                    | 1,102 km x 1,105 km x 123°   | en orbita            |
| USA-234 | 2012-014A 38109         | 3 de abril de 2012 23:12:57       | Delta IV M+(5,2)        | VAFB SLC-6           | NROL-25                    | ~1,100 km x ~1,100 km x 123° | en orbita            |
| USA-247 | 2013-072A 39462         | 6 de diciembre de 2013 07:14:30   | Atlas V 501             | VAFB SLC-3E          | NROL-39                    | 1,108 km x 1,113 km x 123°   | en orbita            |
| USA-267 | 2016-010A 41334         | 10 de febrero de 2016 11:40:32    | Delta IV M + (5,2)      | VAFB SLC-6           | NROL-45                    | 1,077 km x 1,086 km x 123.0° | en orbita            |
| USA-281 | 2018-005A 43145         | 12 de enero de 2018 22:10         | Delta IV M + (5,2)      | VAFB SLC-6           | NROL-47                    | 1,048 km x 1,057 km x 106°   | en orbita            |

## Programa sucesor
USA-224, lanzado el 20 de enero de 2011, se cree que es el primero de los grandes satélites de reconocimiento óptico post-FIA construidos por Lockheed. El programa FIA fallido será sucedido por el programa electro-óptico de próxima generación (NGEO). NGEO está pensado como un sistema modular de menor riesgo, que puede modificarse de forma incremental a lo largo de su vida útil.